# 井冈山站
井冈山站位于中国江西省吉安市井冈山市拿山乡，是吉衡铁路上的一座火车站，距井冈山景区32公里，距吉安站91公里，距衡阳站219公里，目前为归属南昌局集团赣州车务段的一等站。该站2005年随吉井铁路开工，2007年4月18日开通运营。

## 历史
1996年京九铁路开通时，在泰和县设“井冈山站”。但该站名不符實，距离井冈山景区110公里，与景区间的车程更超过两个小时。由于2005年开工的吉井铁路直通井冈山市，原有的井冈山站于2006年1月1日更名为泰和站。新井冈山站主体工程于2006年12月完工，次年4月18日开通运营，部分前往吉安的列车也延长至井冈山站。
2007年4月18日上午10时06分，由井冈山至北京西的K134次列车（现为D734次）成为井冈山站开出的首班列车，井冈山由此结束不通铁路的历史。井冈山站开通初期，始发的5班列车分别通往北京、上海、南昌（2班）、深圳，且均需经吉井铁路东行，当时的井冈山铁路网因此属于断头路。井岡山站開通僅兩個月，發送旅客即已突破2萬人。
随着吉衡铁路井衡段于2014年7月1日开通客运，井冈山站增停6对西行列车，井冈山铁路网的断头路由此打通。

## 车站结构

### 站房

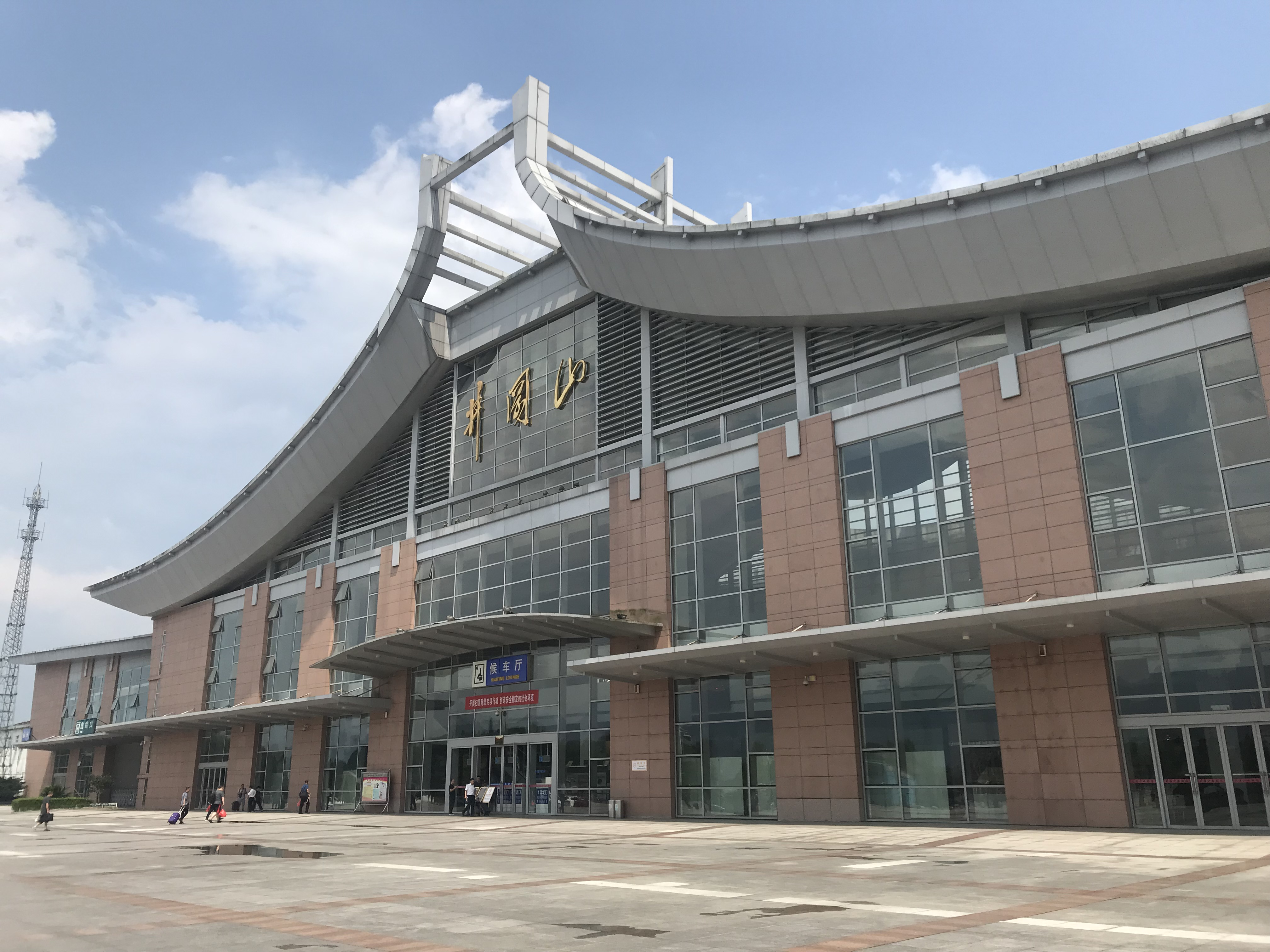
站房侧面

井冈山站占地面积6050平方米，站房总建筑面积9965平方米，设计候车人数为3000人。
- 售票处
- 进站大厅
- 一层候车室
- 检票口

## 旅客列车目的地

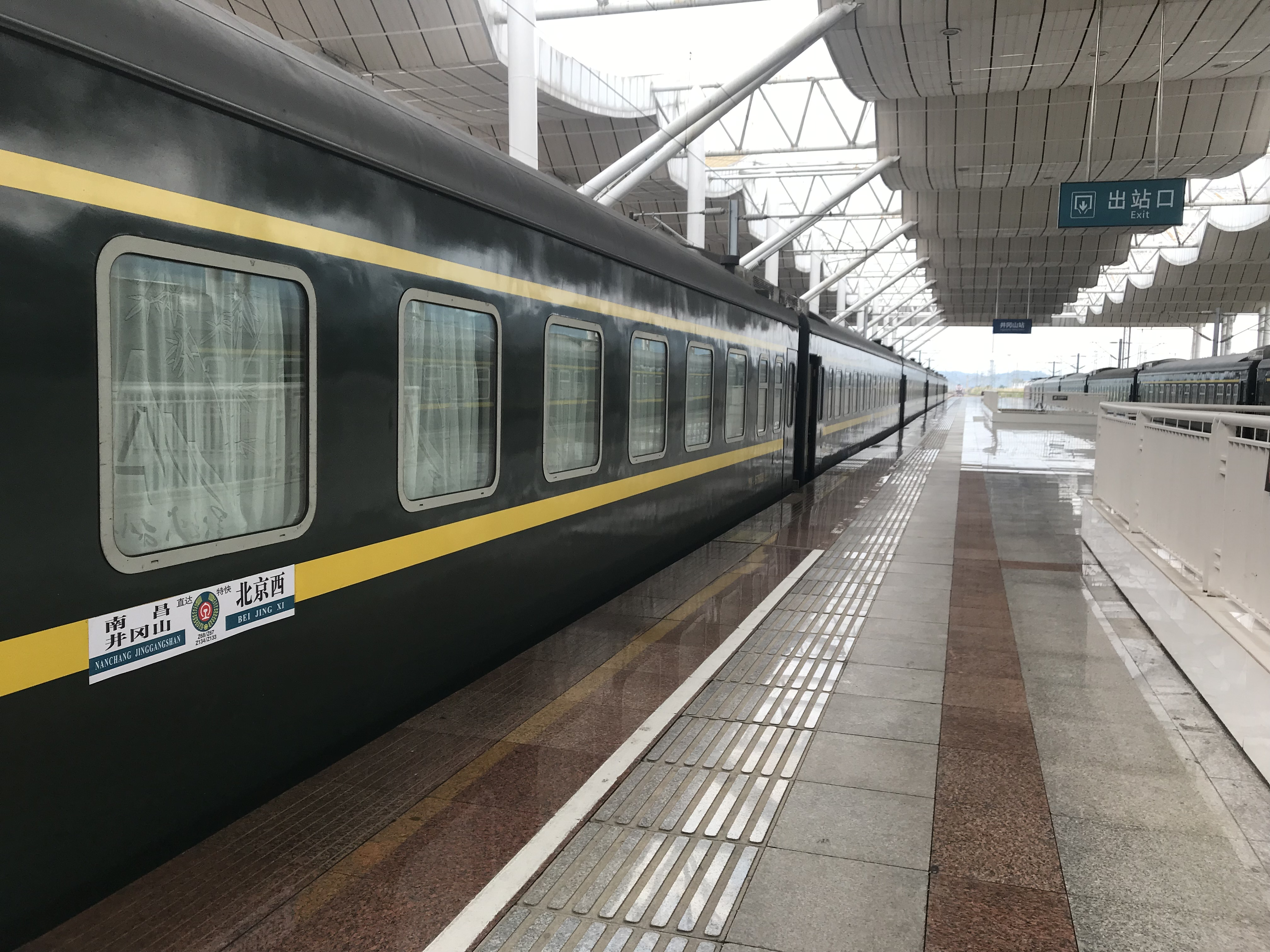
Z134次列车停靠

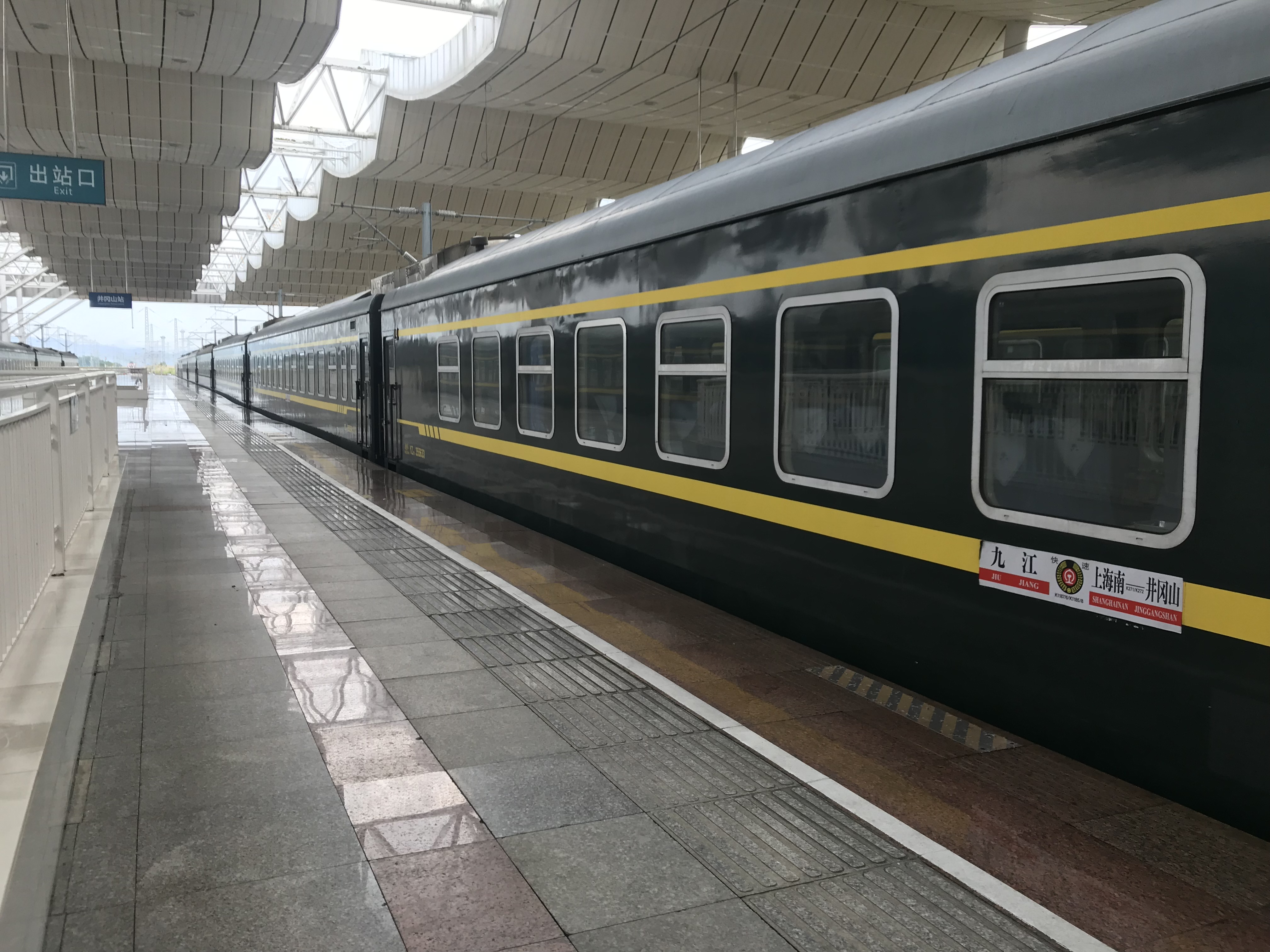
K272次列车停靠

### 始发列车
除图定列车外，井冈山站也接发一些针对红色旅游而开设的旅游专列。
| 列车所属路局 | 车次  | 目的地 |
| ------------ | ----- | ------ |
| 南昌铁路局   | D734  | 北京西 |
| 南昌铁路局   | K272  | 上海南 |
| 南昌铁路局   | C194  | 南昌   |
| 廣州铁路集團 | K2369 | 長沙   |

### 过路列车目的地
截至2023年7月，井冈山站的过路列车通往如下车站：
| 列車所屬路局 | 目的地       |
| ------------ | ------------ |
| 瀋陽铁路局   | 長春、海口   |
| 济南铁路局   | 青島北、南寧 |
| 昆明铁路局   | 上海南       |
| 南宁铁路局   | 南寧、上海南 |
| 上海铁路局   | 南寧         |
| 南昌铁路局   | 南昌、廣州東 |